# Classement des meilleures ventes de disques en France
Les premiers classements officiels des meilleures ventes de disques en France datent de 1968 quand le "hit-parade national" est lancé par le Centre d'information et de documentation du disque (CIDD). Ce classement musical diffusé dans un premier temps mensuellement puis toutes les deux semaines est maintenu jusqu'en 1977 [réf. souhaitée]. Il faudra attendre 1984 pour voir l'apparition d'un nouveau classement. Initié par Syndicat national de l'édition phonographique (S.N.E.P), le Top 50 permet la diffusion hebdomadaire d'un classement des meilleures ventes de 45 tours et d'albums. En 1994, à la demande de l'industrie du disque qui estimait le Top 50 peu fiable, il est remplacé par un classement réalisé conjointement par les sociétés IFOP et Tite-Live. Sa principale innovation est l'informatisation du comptage du nombre d'albums vendus dans les points de vente. En 2009, la société GfK acquiert la filiale de l'IFOP spécialisée dans les études sur la musique et devient le partenaire du SNEP pour l'élaboration des classements.

## Historique

### 1968 - 1977: Le hit-parade du CIDD
En 1968, la France était un des rares pays à ne pas disposer d'un classement officiel des ventes. Des classements réalisés par les radios existaient, ainsi que certains classements de ventes réalisés par des grossistes comme la COGEDEP ou SAPAC.
À la demande de la revue américaine Billboard[réf. souhaitée], le Centre d'information et documentation du disque (CIDD) commence à travailler sur un classement qui permettrait d'avoir un reflet aussi correct que possible des ventes de disque en France. Le CIDD dépose également la marque "hit-parade national".
Le classement dont la première diffusion date d'octobre 1968 est mensuel. Il porte sur les ventes de simples. Le CIDD envoie à un échantillon d'environ 150 points de vente un questionnaire sur les performances d'une sélection de produit. Pour chaque produit, le détaillant indiquait un niveau de ventes selon une grille d'évaluation (ventes "excellentes", "très bonnes", etc.). Une fois le classement compilé, il est envoyé aux médias. Parmi les diffuseurs du hit-parade, se trouvent les journaux Le Parisien, France-Soir ainsi que le Billboard.
La première version est un classement commun des disques en français et en anglais. Dès la seconde édition, deux types de classement sont faits pour les 45 tours: "Variétés françaises 45 tours" et "Variétés étrangères 45 tours". Du 1er septembre 1968 au 1er juin 1969, 70 HPND sont réalisés dont 24 pour les variétés françaises 45 tours, 24 pour les variétés étrangères 45 tours, 11 pour les variétés 33 tours et 11 pour les musiques classiques en 33 tours. Par la suite, les classements pour les variétés 45 tours sont à nouveau fusionnés à partir de 1973, non sans le mécontentement des distributeurs de chansons internationales dont les parts de marché se sont effondrées. Malheureusement ces classements étaient établis à partir d'une liste de titres proposés par les maisons de disques et il arrivait chaque mois que certaines d'entre elles refusaient de participer ou ne communiquaient pas ses titres en temps et heure.
La constitution de ce classement est interrompue en 1977 [réf. souhaitée].
En France, les disques d’or officiels ne sont certifiés par le Snep (Syndicat national de l’édition phonographique) que depuis 1973, même si certaines biographies ont inventé des disques d’or dès 1958 date à laquelle le premier disque d’or fut certifié par la certification américaine : la Riaa (Recording Industry Association of America).
Les seuils de certification évoluèrent en fonction du marché du disque :
|         | Albums ou Single | Albums ou Single |
| ------- | ---------------- | ---------------- |
| Diamant | 1988, 1 000 000  | 2009, 500 000    |
| Platine | 1980, 400 000    | 2009, 100 000    |
| Or      | 1973, 100 000    | 2009, 50 000     |
| Argent  | 1999, 50 000     | 2006, 35 000     |

#### Le premier Hit-Parade
Le premier hit-parade est publié le 12 octobre 1968, :
| classement | Titre                  | Auteur                          | Pays        |
| ---------- | ---------------------- | ------------------------------- | ----------- |
| 1          | Those Were the Days    | Mary Hopkin                     | États-Unis  |
| 2          | Monia                  | Peter Holm                      | États-Unis  |
| 2          | Hey Jude               | The Beatles                     | Royaume-Uni |
| 3          | Baby Come Back         | The Equals                      | États-Unis  |
| 5          | Rain and Tears         | Aphrodite's Child               | États-Unis  |
| 6          | Fire                   | The Crazy World of Arthur Brown | Royaume-Uni |
| 7          | Siffler sur la colline | Joe Dassin                      | France      |
| 8          | Jumpin' Jack Flash     | The Rolling Stones              | Royaume-Uni |
| 9          | My Year is a Day       | Les Irrésistibles               | États-Unis  |
| 10         | Monja                  | Roland W.                       | Allemagne   |
| 11         | Tiger                  | Brian Auger                     | Royaume-Uni |
| 12         | Pour être sincère      | Herbert Léonard                 | France      |
| 13         | Irrésistiblement       | Sylvie Vartan                   | France      |
| 14         | A Man Without Love     | Engelbert Humperdinck           | Royaume-Uni |
| 15         | Mrs. Robinson          | Simon & Garfunkel               | États-Unis  |

#### Hit-Parade du CIDD des albums 33T
Le hit-parade des albums 33 t est publié en mai 1969, les dix premiers sont :
1. Musique sacrée - Jean-Christian Michel
2. Requiem - Jean-Christian Michel
3. Aranjuez - Jean-Christian Michel
4. Et puis - Serge Reggiani
5. Le petit garçon - Serge Reggiani
6. Casatschok - Dimitri Dourakine
7. Chants folkloriques de la vieille Russie - Ivan Rebroff
8. Ma France - Jean Ferrat
9. La Nuit - Léo Ferré
10. Rêve et amour - Johnny Hallyday

#### Le dernier Hit-parade
Le dernier hit-parade du CIDD est publié le 1er décembre 1977 et donne le classement du 15 au 30 novembre 1977, :
|    | Titre                            | Auteur               | Pays       |
| -- | -------------------------------- | -------------------- | ---------- |
| 1  | Singin'in the Rain               | Sheila & B. Devotion | France     |
| 2  | La java de Broadway              | Michel Sardou        | France     |
| 3  | Belfast                          | Boney M.             | Allemagne  |
| 4  | Belle, tu es belle               | Frédéric François    | France     |
| 5  | Don't play                       | Adriano Celentano    | États-Unis |
| 6  | Ça plane pour moi                | Plastic Bertrand     | Belgique   |
| 7  | Petit Rainbow                    | Sylvie Vartan        | France     |
| 8  | Salma Ya Salama                  | Dalida               | France     |
| 9  | Rien n'est plus beau que l'amour | Shake                | France     |
| 10 | Es la nostalgia                  | Jairo                | Argentine  |
| 11 | Goodbye Elvis                    | Ringo                | France     |
| 12 | J'aime                           | Michèle Torr         | France     |
| 13 | Retro, c'est trop                | C. Jérôme            | France     |
| 14 | Pour tes beaux yeux              | Sacha Distel         | France     |
| 15 | Bernard et Bianca                | Roger Carel          | France     |
| 16 | Petit Papa Noël / Mon beau sapin | Michèle Torr         | France     |
| 17 | Toi et le Soleil                 | Claude François      | France     |
| 18 | Be my boogie woogie baby         | Mr Walkie Talkie     | États-Unis |
| 19 | Ma Baker                         | Boney M.             | Allemagne  |
| 20 | Pense à moi                      | Éric Charden         | France     |
| 21 | Un lapin                         | Chantal Goya         | France     |
| 22 | Enlace sur le sable              | Romina Power         | France     |
| 23 | L'Oiseau et l'Enfant             | Marie Myriam         | France     |
| 24 | Cherie amour                     | The Rubettes         | France     |
| 25 | Il a neigé sur Yesterday         | Marie Laforêt        | France     |
| 26 | Yes Sir, I Can boogie            | Baccara              | États-Unis |
| 27 | The Name of the Game             | ABBA                 | États-Unis |

### 1978 - 1983: Pas de diffusion officielle
En décembre 1977, le classement du CIDD voit sa dernière publication dans le journal France-Soir. Avant cette date et jusqu'au 4 novembre 1984, l'IFOP (Institut français d'opinion publique) n'a cessé de relever chaque semaine le titre musical le plus vendu et le plus diffusé en radio [réf. souhaitée] : 1977, 1978, 1979, 1980, 1981, 1982 et 1983. À partir de 1984, les années suivantes sont attribuées au SNEP (Syndicat national de l'édition phonographique).

## Depuis 1984: Top 50

### Premier Top 50 (4 novembre 1984)
Après 7 ans d'interruptions, le classement des ventes est de nouveau diffusé le 4 novembre 1984, c'est le Top 50 :
1. Peter et Sloane - Besoin de rien, envie de toi
2. Cookie Dingler - Femme libérée
3. Scorpions - Still Loving You
4. Chris de Burgh - High on Emotion
5. Stevie Wonder - I Just Called to Say I Love You
6. France Gall - Hong-Kong Star
7. Laroche Valmont - T'as le look, coco
8. Jeanne Mas - Toute première fois
9. Ray Parker, Jr.- Ghostbusters
10. Téléphone - Un autre monde
11. Cyndi Lauper - Time After Time
12. Douchka - Mickey, Donald et moi
13. Laura Branigan - Self Control
14. The Jackson Five - Torture
15. Duran Duran - The Reflex
16. Alphaville - Big in Japan
17. Bronski Beat - Smalltown Boy
18. Evelyn Thomas - High Energy
19. Julien Clerc - La Fille aux bas nylon
20. Phil Collins - Against All Odds (Take a Look at Me Now)
21. Tina Turner - What's Love Got to Do with It
22. David Bowie - Blue Jean
23. Johnny Hallyday - Rien à personne
24. Mike Oldfield - To France
25. The Art Company - Susanna
26. Boney M. - Kalimba de Luna
27. Julio Iglesias & Diana Ross - All of You
28. Jean-Pierre Mader - Disparue
29. Laurent Voulzy & Véronique Jannot - Désir, désir
30. Pia Zadora & Jermaine Jackson - When the Rain Begins to Fall
31. Wham! - Wake Me Up Before You Go-Go
32. Prince - When Doves Cry
33. P. Lion - Dream
34. Talk Talk - It's My Life
35. Fox the Fox - Precious Little Diamond
36. Claude Barzotti - Beau, j's'rai jamais beau
37. Mini-Star - Arrête ton clip
38. Bonnie Tyler - Here She Comes (en)
39. Isabelle Adjani - Pull marine
40. Claude Barzotti - Je ne t'écrirai plus
41. Lionel Richie - Hello
42. Raf - Self Control
43. Billy (chanteur) - Tous les samedis soir
44. France Gall - Débranche !
45. George Kranz (en) - Din Daa Daa (en)
46. Nik Kershaw - Wouldn't It Be Good
47. Daniel Balavoine - Dieu que c'est beau
48. Michel Sardou - Les Deux Écoles
49. Michel Sardou - Délire d'amour
50. Frédéric François - On s'embrasse, on oublie tout

### Top Albums (3 septembre 1993)
Après 8 ans sans interruptions, le classement du Top Albums est pour la première fois interrompu après sa dernière diffusion le 3 septembre 1993 :
|    | Auteur            | Albums                |             |
| -- | ----------------- | --------------------- | ----------- |
| 1  | Johnny Hallyday   | Parc des Princes 1993 | France      |
| 2  | U2                | Zooropa               | Irlande     |
| 3  | Patricia Kaas     | Je te dis vous        | France      |
| 4  | U2                | War                   | Irlande     |
| 5  | UB40              | Promises and Lies     | Royaume-Uni |
| 6  | Jean-Michel Jarre | Chronologie           | France      |
| 7  | Bodyguard         | b.o.                  | États-Unis  |
| 8  |                   |                       |             |
| 9  |                   |                       |             |
| 10 |                   |                       |             |
|    |                   |                       |             |
|    |                   |                       |             |
|    |                   |                       |             |
| 30 | François Valéry   | Les Grandes Marées    | France      |
| 31 | Sting             | Ten Summoner's Tales  | Royaume-Uni |
|    |                   |                       |             |
|    |                   |                       |             |
| 37 | Bon Jovi          | Keep the Faith        | États-Unis  |
| 38 |                   |                       |             |
| 39 |                   |                       |             |
| 40 |                   |                       |             |
| 41 |                   |                       |             |
| 42 |                   |                       |             |
| 43 | Léo Ferré         | Avec le temps         | France      |
| 44 | Michel Berger     | Double Jeu            | France      |
| 45 | AC/DC             | Live                  | Australie   |
| 46 |                   |                       |             |
| 47 | Céline Dion       | Des mots qui sonnent  | France      |
| 48 |                   |                       |             |
| 49 |                   |                       |             |
| 50 | Sade              | Love Deluxe           | Royaume-Uni |

### Top 50 (3 septembre 1993)
Après 9 ans sans interruptions, le classement du Top 50 est pour la première fois interrompu après sa dernière diffusion le 3 septembre 1993 :
1. G.O. Culture - Darla dirladada
2. Regg'Lyss - Mets de l'huile
3. Haddaway - What Is Love
4. Culture Beat - Mr. Vain
5. Ace of Base - All That She Wants
6. UB40 - (I Can't Help) Falling In Love With You
7. Snow - Informer
8. 2 Unlimited - Tribal Dance
9. Dr. Alban - Sing Hallelujah
10. Les Visiteurs - C'est okay !
11. Céline Dion - Un garçon pas comme les autres (Ziggy)
12. 2 Unlimited - No Limit
13. Casimir - L'Île aux enfants
14. AC/DC - Big Gun
15. Johnny Hallyday - Je serai là
16. Gary Moore - Parisienne Walkways
17. Jean-Michel Jarre - Chronologie part 4
18. Pin-Occhio - Tu tatuta tuta ta
19. Dr. Alban - It's My Life
20. U96 - Love Sees no Color
21. Dire Straits - Encores
22. Patricia Kaas - Il me dit que je suis belle
23. Haddaway - Life
24. Tears For Fears - Break It Down Again
25. Queen - We Are the Champions
26. Janet Jackson - That's the Way Love Goes
27. Eros Ramazzotti - Cose della vita
28. Boyz II Men - In the Still of the Nite (I'll remember)
29. Ace of Base - Wheel of Fortune
30. Not Real Presence - Chiki Chika
31. Shabba Ranks - Mr. Loverman
32. Arrested Development - People Everyday
33. Christophe Rippert - Un amour de vacances
34. Guru feat MC Solaar - Le bien, le mal
35. 4 Non Blondes - What's Up?
36. Shaggy - Oh Carolina
37. George Michael & Queen - Somebody to Love (Live)
38. Michael Jackson - Will You Be There
39. Hélène - Peut-être qu'en septembre
40. Lenny Kravitz - Believe
41. Lagaf' - Je veux des vacances
42. Spin Doctors - Two Princes
43. R.E.M. - Everybody Hurts
44. Take That - Could It Be Magic
45. Duran Duran - Come Undome
46. Terence Trent D'Arby feat Des'ree - Delicate
47. Les Innocents - Un homme extraordinaire
48. Iggy Pop - In the death car
49. Magazine 60 - Medley 60's slows
50. Eddie Murphy - Whatzupwitu

## Les classements de 2010 à aujourd'hui

### Classement 2010
La liste ci-dessous répertorie les 10 albums les plus vendus en France en 2010. Les chiffres ont été publiés en 2011.
| Rang | Artiste         | Album                             | Pays        | Date de sortie    | Unités vendues |
| ---- | --------------- | --------------------------------- | ----------- | ----------------- | -------------- |
| 1.   | Christophe Maé  | On trace la route                 | France      | 22 mars 2010      | 546 575        |
| 2.   | Les Prêtres     | Spiritus Dei                      | France      | 29 mars 2010      | 540 280        |
| 3.   | Yannick Noah    | Frontières                        | France      | 23 août 2010      | 422 255        |
| 4.   | Les Enfoirés    | Les Enfoirés... la Crise de nerfs | France      | 13 mars 2010      | 418 118        |
| 5.   | Zaz             | Zaz (album)                       | France      | 10 mai 2010       | 348 907        |
| 6.   | Lady Gaga       | The Fame                          | États-Unis  | 19 août 2008      | 330 341        |
| 7.   | Black Eyed Peas | The E.N.D.                        | États-Unis  | 3 juin 2009       | 319 873        |
| 8.   | Muse            | The Resistance                    | Royaume-Uni | 14 septembre 2009 | 318 229        |
| 9.   | Mylène Farmer   | Bleu noir                         | France      | 6 décembre 2010   | 312 974        |
| 10.  | Sexion d'Assaut | L'école des points vitaux         | France      | 29 mars 2010      | 247 602        |

### Classement 2011
La liste ci-dessous répertorie les 10 albums les plus vendus en France en 2011 selon les données Pure Charts. Les chiffres ont été publiés en 2012.
| Rang | Artiste         | Album                   | Pays        | Date de sortie   | Unités vendues                |
| ---- | --------------- | ----------------------- | ----------- | ---------------- | ----------------------------- |
| 1.   | Adele           | 21                      | Royaume-Uni | 24 janvier 2011  | 995 000                       |
| 2.   | Nolwenn Leroy   | Bretonne                | France      | 6 décembre 2010  | 515 000 (cumul 2010: 715 000) |
| 3.   | Les Enfoirés    | Dans l'œil des Enfoirés | France      | mars 2011        | 430 000                       |
| 4.   | Les Prêtres     | Gloria                  | France      | 25 avril 2011    | 369 000                       |
| 5.   | Zaz             | Zaz (album)             | France      | 10 mai 2010      | 283 800 (cumul 2010: 650 000) |
| 6.   | Black Eyed Peas | The Beginning           | États-Unis  | 26 novembre 2010 | 278 000 (cumul 2010: 448 000) |
| 7.   | Coldplay        | Mylo Xyloto             | Royaume-Uni | 24 octobre 2011  | 256 000                       |
| 8.   | David Guetta    | Nothing But the Beat    | France      | 26 août 2011     | 245 800                       |
| 9.   | Rihanna         | Loud                    | Barbade     | 15 novembre 2010 | 216 000 (cumul 2010: 316 000) |
| 10.  | Gérard Lenorman | Duos de mes chansons    | France      | 10 octobre 2011  | 215 000                       |

### Classement 2012
La liste ci-dessous répertorie les 10 albums les plus vendus en France en 2012 selon les données Pure Charts. Les chiffres ont été publiés en 2013.
| Rang | Artiste         | Album                     | Pays        | Date de sortie    | Unités vendues |
| ---- | --------------- | ------------------------- | ----------- | ----------------- | -------------- |
| 1.   | Adele           | 21                        | Royaume-Uni | 24 janvier 2011   | 615 000        |
| 2.   | Céline Dion     | Sans attendre             | Canada      | 2 novembre 2012   | 568 000        |
| 3.   | Sexion d'Assaut | L'Apogée                  | France      | 5 mars 2012       | 539 000        |
| 4.   | Tribute album   | Génération Goldman        | France      | 19 novembre 2012  | 484 000        |
| 5.   | Les Enfoirés    | Le Bal des Enfoirés       | France      | 17 mars 2012      | 390 000        |
| 6.   | Johnny Hallyday | L'Attente                 | France      | 12 novembre 2012  | 387 000        |
| 7.   | Lana Del Rey    | Born to Die               | États-Unis  | 27 janvier 2012   | 341 000        |
| 8.   | Muse            | The 2nd Law               | Royaume-Uni | 28 septembre 2012 | 312 000        |
| 9.   | Mylène Farmer   | Monkey Me                 | France      | 3 décembre 2012   | 307 000        |
| 10.  | M. Pokora       | À la poursuite du bonheur | France      | 19 mars 2012      | 290 000        |

### Classement 2013
La liste ci-dessous répertorie les 20 albums les plus vendus en France en 2013 selon les données Pure Charts - GFK Music/SNEP. Les chiffres ont été publiés en 2014.
| Rang | Artiste          | Album                           | Pays       | Date de sortie    | Unités vendues |
| ---- | ---------------- | ------------------------------- | ---------- | ----------------- | -------------- |
| 1.   | Stromae          | Racine carrée                   | Belgique   | 16 août 2013      | 1 154 000      |
| 2.   | Daft Punk        | Random Access Memories          | France     | 20 mai 2013       | 515 000        |
| 3.   | Maître Gims      | Subliminal                      | France     | 20 mai 2013       | 493 000        |
| 4.   | Bruno Mars       | Unorthodox Jukebox              | États-Unis | 6 décembre 2012   | 431 000        |
| 5.   | Les Enfoirés     | La Boîte à musique des Enfoirés | France     | 16 mars 2013      | 408 000        |
| 6.   | Zaz              | Recto Verso                     | France     | 13 mai 2013       | 388 000        |
| 7.   | Christophe Maé   | Je veux du bonheur              | France     | 10 juin 2013      | 387 000        |
| 8.   | Tribute album    | Génération Goldman              | France     | 19 novembre 2012  | 291 000        |
| 9.   | Florent Pagny    | Vieillir avec toi               | France     | 4 novembre 2013   | 281 000        |
| 10.  | Tribute album    | Génération Goldman volume 2     | France     | 26 août 2013      | 272 000        |
| 11.  | Comédie musicale | Robin des Bois                  | France     | 25 mars 2013      | 269 000        |
| 12.  | Divers           | Forever Gentlemen               | France     | 21 octobre 2013   | 226 000        |
| 13.  | Tal              | À l'infini                      | France     | 2 septembre 2013  | 218 000        |
| 14.  | Divers           | We Love Disney                  | France     | 2 décembre 2013   | 209 000        |
| 15.  | Divers           | NRJ Music Awards 15th Edition   | France     | 2 décembre 2013   | 202 000        |
| 16.  | Emmanuel Moire   | Le Chemin                       | France     | 29 avril 2013     | 197 000        |
| 17.  | Divers           | NRJ Music Awards 2013           | France     | 24 décembre 2012  | 189 000        |
| 18.  | Céline Dion      | Loved Me Back to Life           | Canada     | 1er novembre 2013 | 185 000        |
| 19.  | Les Stentors     | Une Histoire de France          | France     | 20 mai 2013       | 182 000        |
| 20.  | Indochine        | Black City Parade               | France     | 11 février 2013   | 178 000        |

### Classement 2014
La liste ci-dessous répertorie les 20 albums les plus vendus en France en 2014 selon les données Pure Charts - GFK Music/SNEP. Les chiffres ont été publiés en 2015.
| Rang | Artiste           | Album                           | Pays        | Date de sortie   | Unités vendues                  |
| ---- | ----------------- | ------------------------------- | ----------- | ---------------- | ------------------------------- |
| 1.   | Stromae           | Racine carrée                   | Belgique    | 16 août 2013     | 680 200 (cumul 2013: 1 830 000) |
| 2.   | Kendji Girac      | Kendji                          | France      | 8 septembre 2014 | 549 000                         |
| 3.   | Indila            | Mini World                      | France      | 24 février 2014  | 543 600                         |
| 4.   | Johnny Hallyday   | Rester vivant                   | France      | 17 novembre 2014 | 430 500                         |
| 5.   | Calogero          | Les Feux d'artifice             | France      | 18 août 2014     | 373 900                         |
| 6.   | Black M           | Les Yeux plus gros que le monde | France      | 31 mars 2014     | 371 000                         |
| 7.   | Les Enfoirés      | Bon anniversaire les Enfoirés   | France      | 15 mars 2014     | 316 300                         |
| 8.   | Souchon/Voulzy    | Alain Souchon & Laurent Voulzy  | France      | 6 octobre 2014   | 300 300                         |
| 9.   | Florent Pagny     | Vieillir avec toi               | France      | 4 novembre 2013  | 294 700 (cumul 2013: 575 700)   |
| 10.  | Maitre Gims       | Subliminal                      | France      | 20 mai 2013      | 287 200 (cumul 2013: 780 200)   |
| 11.  | AC/DC             | Rock or Bust                    | Australie   | 2 décembre 2014  | 284 200                         |
| 12.  | Coldplay          | Ghost Stories                   | Royaume-Uni | 19 mai 2014      | 274 100                         |
| 13.  | Daft Punk         | Random Access Memories          | France      | 20 mai 2013      | 254 300 (cumul 2013: 769 300)   |
| 14.  | Tribute album     | La Bande à Renaud               | France      | 9 juin 2014      | 242 100                         |
| 15.  | Zaz               | Paris                           | France      | 10 novembre 2014 | 219 000                         |
| 16.  | Pink Floyd        | The Endless River               | Royaume-Uni | 10 novembre 2014 | 217 200                         |
| 17.  | Les Prêtres       | Amen                            | France      | 7 avril 2014     | 213 900                         |
| 18.  | BO                | La Reine des neiges             | États-Unis  | 2 décembre 2013  | 204 000                         |
| 19.  | Pharrell Williams | Girl                            | États-Unis  | 3 mars 2014      | 203 600                         |
| 20.  | Julien Doré       | LØVE                            | France      | 28 octobre 2013  | 189 900                         |

### Classement 2015
La liste ci-dessous répertorie les 20 albums les plus vendus en France en 2015 selon les données Pure Charts - GFK Music/SNEP. Les chiffres ont été publiés en 2016.
| Rang | Artiste                  | Album                           | Pays        | Date de sortie    | Unités vendues                  |
| ---- | ------------------------ | ------------------------------- | ----------- | ----------------- | ------------------------------- |
| 1.   | Adele                    | 25                              | Royaume-Uni | 20 novembre 2015  | 785 300                         |
| 2.   | Louane                   | Chambre 12                      | France      | 2 mars 2015       | 772 300                         |
| 3.   | Kendji Girac             | Kendji                          | France      | 8 septembre 2014  | 593 000 (cumul 2014: 1 130 000) |
| 4.   | Kendji Girac             | Ensemble                        | France      | 30 octobre 2015   | 461 600                         |
| 5.   | Christine and the Queens | Chaleur humaine                 | France      | 2 juin 2014       | 417 000 (cumul 2014: 572 600)   |
| 6.   | Maître Gims              | Mon cœur avait raison           | France      | 28 août 2015      | 413 000                         |
| 7.   | Francis Cabrel           | In extremis                     | France      | 27 avril 2015     | 381 500                         |
| 8.   | Johnny Hallyday          | De l'amour                      | France      | 13 novembre 2015  | 336 000                         |
| 9.   | Calogero                 | Les Feux d'artifice             | France      | 18 août 2014      | 305 900 (cumul 2013: 679 700)   |
| 10.  | Mylène Farmer            | Interstellaires                 | France      | 6 novembre 2015   | 281 900                         |
| 11.  | Les Enfoirés             | Sur la route des Enfoirés       | France      | 14 mars 2015      | 278 500                         |
| 12.  | Soprano                  | Cosmopolitanie                  | France      | 13 octobre 2014   | 270 800 (cumul 2014: 386 400)   |
| 13.  | Black M                  | Les Yeux plus gros que le monde | France      | 31 mars 2014      | 260 900 (cumul 2014: 632 000)   |
| 14.  | Album de reprises        | Corsu Mezu Mezu                 | France      | 25 septembre 2015 | 250 700                         |
| 15.  | Fréro Delavega           | Fréro Delavega                  | France      | 21 juillet 2014   | 244 900 (cumul 2014: 389 400)   |
| 16.  | Muse                     | Drones                          | Royaume-Uni | 5 juin 2015       | 192 300                         |
| 17.  | M. Pokora                | RED                             | France      | 2 février 2015    | 188 200                         |
| 18.  | Coldplay                 | A Head Full of Dreams           | Royaume-Uni | 4 décembre 2015   | 178 100                         |
| 19.  | Marina Kaye              | Fearless                        | France      | 18 mai 2015       | 167 500                         |
| 20.  | BO                       | La Reine des neiges             | États-Unis  | 2 décembre 2013   | 158 800 (cumul 2014: 370 900)   |

### Classement 2016
La liste ci-dessous répertorie les 20 albums les plus vendus en France en 2016 selon les données Pure Charts - GFK Music/SNEP. Les chiffres ont été publiés en 2017.
| Rang | Artiste            | Album                       | Pays        | Date de sortie   | Unités vendues |
| ---- | ------------------ | --------------------------- | ----------- | ---------------- | -------------- |
| 1.   | Renaud             | Renaud                      | France      | 8 avril 2016     | 718 900        |
| 2.   | Céline Dion        | Encore un soir              | Canada      | 26 août 2016     | 662 000        |
| 3.   | Kids United        | Un monde meilleur           | France      | 20 novembre 2015 | 545 500        |
| 4.   | Kids United        | Tout le bonheur du monde    | France      | 16 août 2016     | 461 600        |
| 5.   | M. Pokora          | My Way                      | France      | 21 octobre 2016  | 408 100        |
| 6.   | Kendji Girac       | Ensemble                    | France      | 30 octobre 2015  | 335 500        |
| 7.   | Christophe Maé     | L'Attrape-rêves             | France      | 13 mai 2016      | 317 200        |
| 8.   | Claudio Capéo      | Claudio Capéo               | France      | 15 juillet 2016  | 255 100        |
| 9.   | Les Enfoirés       | Au rendez-vous des Enfoirés | France      | 12 mars 2016     | 254 700        |
| 10.  | Maître Gims        | Mon cœur avait raison       | France      | 28 août 2015     | 242 800        |
| 11.  | Julien Doré        | &                           | France      | 14 octobre 2016  | 215 000        |
| 12.  | Jain               | Zanaka                      | France      | 6 novembre 2015  | 208 200        |
| 13.  | Soprano            | L'Everest                   | France      | 14 octobre 2016  | 203 500        |
| 14.  | Louane             | Chambre 12                  | France      | 2 mars 2015      | 197 200        |
| 15.  | Adele              | 25                          | Royaume-Uni | 20 novembre 2015 | 175 700        |
| 16.  | The Rolling Stones | Blue and Lonesome           | Royaume-Uni | 2 décembre 2016  | 168 400        |
| 17.  | David Bowie        | Blackstar                   | Royaume-Uni | 8 janvier 2016   | 161 500        |
| 18.  | Divers             | NRJ Music Awards 2016       | France      | 9 décembre 2016  | 160 600        |
| 19.  | Amir               | Au cœur de moi              | France      | 26 avril 2016    | 156 500        |
| 20.  | Jul                | Émotions                    | France      | 24 juin 2016     | 154 300        |

### Classement 2017
La liste ci-dessous répertorie les 20 albums les plus vendus en France en 2017 selon les données Pure Charts - GFK Music/SNEP. Les chiffres ont été publiés en 2018.
| Rang | Artiste         | Album                             | Pays        | Date de sortie    | Unités vendues                |
| ---- | --------------- | --------------------------------- | ----------- | ----------------- | ----------------------------- |
| 1.   | Soprano         | L'Everest                         | France      | 14 octobre 2016   | 406 100 (cumul 2016: 609 600) |
| 2.   | Ed Sheeran      | Divide                            | Royaume-Uni | 3 mars 2017       | 387 000                       |
| 3.   | Vianney         | Vianney                           | France      | 25 novembre 2016  | 310 300 (cumul 2016: 399 900) |
| 4.   | Album hommage   | On a tous quelque chose de Johnny | France      | 17 novembre 2017  | 302 100                       |
| 5.   | Kids United     | Forever United                    | France      | 18 août 2017      | 276 400                       |
| 6.   | Johnny Hallyday | Les 50 Plus Belles Chansons       | France      | 2 octobre 2015    | 269 100                       |
| 7.   | Calogero        | Liberté chérie                    | France      | 25 août 2017      | 268 300                       |
| 8.   | Claudio Capéo   | Claudio Capéo                     | France      | 15 juillet 2016   | 265 300 (cumul 2016: 520 400) |
| 9.   | Les Enfoirés    | Mission Enfoirés                  | France      | 4 mars 2017       | 263 200                       |
| 10.  | Louane          | Louane                            | France      | 10 novembre 2017  | 240 800                       |
| 11.  | Indochine       | 13                                | France      | 8 novembre 2017   | 239 700                       |
| 12.  | Rag'n'Bone Man  | Human                             | Royaume-Uni | 10 février 2017   | 239 300                       |
| 13.  | Julien Doré     | &                                 | France      | 14 octobre 2016   | 211 200 (cumul 2016: 426 300) |
| 14.  | Michel Sardou   | Le Choix du fou                   | France      | 20 octobre 2017   | 193 000                       |
| 15.  | Florent Pagny   | Le Présent d'abord                | France      | 22 septembre 2017 | 174 100                       |
| 16.  | Bigflo et Oli   | La Vraie Vie                      | France      | 23 juin 2017      | 164 000                       |
| 17.  | Orelsan         | La fête est finie                 | France      | 20 octobre 2017   | 153 300                       |
| 18.  | U2              | Songs of Experience               | Irlande     | 1er décembre 2017 | 136 300                       |
| 19.  | Divers          | NRJ Music Awards 2017             | France      | 4 novembre 2017   | 134 700                       |
| 20.  | Les Insus       | Les Insus Live                    | France      | 8 septembre 2017  | 130 400                       |